# Mária Kolíková
Mária Kolíková (* 29. srpna 1974 Dunajská Streda) je slovenská právnička, politička a bývalá ministryně spravedlnosti SR nejdříve ve vládě Igora Matoviče a poté i ve vládě Eduarda Hegera.

## Život
Mária Kolíková v roce 1999 absolvovala Právnickou fakultu Univerzity Komenského v Bratislavě. Poté do roku 2002 pracovala jako advokátní koncipientka, od roku 2003 je advokátkou. V roce 2006 byla jmenována do funkce ředitelky Centra právní pomoci. Od roku 2007 do července 2010 pracovala v advokátní kanceláři s názvem Mária Kolíková. Od července 2012 do března 2016 opět působila v advokacii, a to ve firmě Kolíková & Partners, s.r.o.
V letech 1998 až 2001 vyučovala na letních a jarních školách lidských práv pro studenty práva, v roce 2001 založila a do roku 2005 vyučovala předmět Právní klinika pro komunity na Právnické fakultě Trnavské univerzity v Trnavě. V letech 2007 až 2009 vyučovala na Katedře ústavního práva Právnické fakulty Trnavské univerzity v Trnavě.

### Činnost ve státní správě
V roce 2006 Kolíkovou ministryně spravedlnosti Lucia Žitňanská jmenovala první ředitelkou nově vzniklého Centra právní pomoci. V prosinci téhož roku ji však nový ministr spravedlnosti Štefan Harabin z této funkce odvolal a zároveň rozhodl o okamžitém ukončení jejího pracovního poměru.
V červenci 2010 se Kolíková stala Státní tajemnicí ministerstva spravedlnosti a ve funkci zůstala do března 2012. V květnu a červnu 2012 byla externí poradkyní Ministra spravedlnosti SR pro oblast reforem v justici. Následně se vrátila do advokacie. Už během působení ve vládě Ivety Radičové byla vnímána jako pravá ruka ministryně Lucie Žitňanské. V březnu 2018 se o ní dokonce mluvilo jako o možné náhradnici Žitňanskej v nové vládě Petera Pellegriniho. Ministrem spravedlnosti se nakonec ale stal Gábor Gál.
V srpnu 2018 oznámila svůj odchod z ministerstva. Jako možná náhradnice byla zmíněna Edita Pfundtner. Kolíková svůj odchod označila jako protest proti únosu vietnamského občana, na kterém se mohl podílet i stát. Prohlásila tehdy: „Nemohu se tvářit, že jsem jen odborník a nejsem člen vlády. Jsem člen vlády, je to veřejná funkce, která souvisí s politikou“.

### Politické působení
V roce 2019 Kolíková vstoupila do vznikající strany bývalého prezidenta Andreje Kisky ZA ĽUDÍ a na ustavujícím sněmu byla zvolena členkou předsednictva. V parlamentních volbách v únoru 2020 kandidovala na sedmém místě kandidátky této strany. Získala 9 293 preferenčních hlasů a 8. místo ve straně. Dne 21. března byla jmenována ministryní spravedlnosti v nové vládě Igora Matoviče. Po nástupu do této funkce uvedla, že jejími prioritami jsou nejprve opatření v souvislosti s pandemií covidu-19 a poté i reforma justice.
23. března 2021 podala demisi, kterou ještě v ten den přijala prezidentka Zuzana Čaputová.
V červnu 2022 přestoupila do liberální politické strany Sloboda a Solidarita.